# Шпионаж

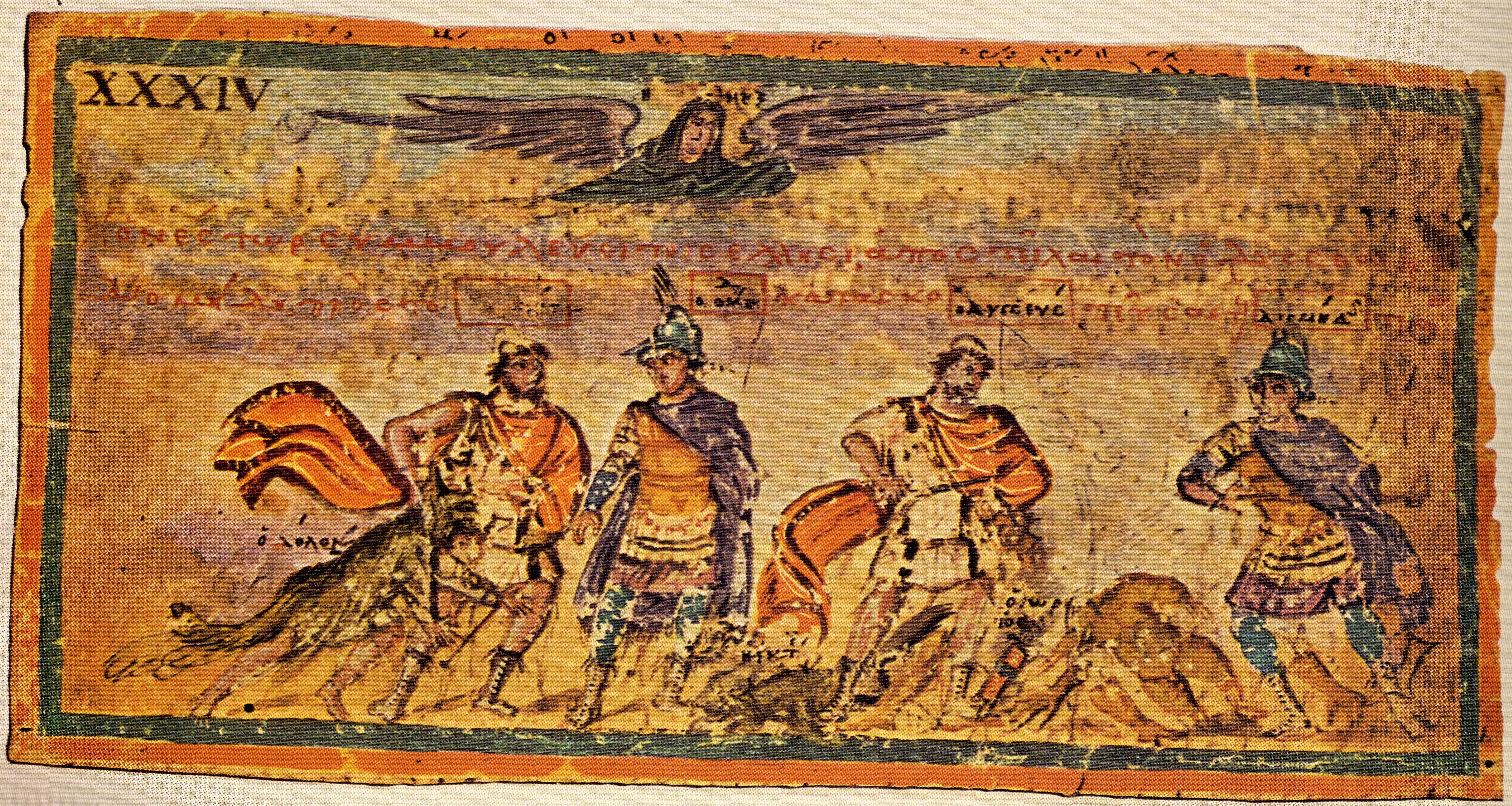
Одиссей и Диомед захватывают троянского шпиона Долона. Миниатюра Амброзианской рукописи «Илиады» V в. н. э.

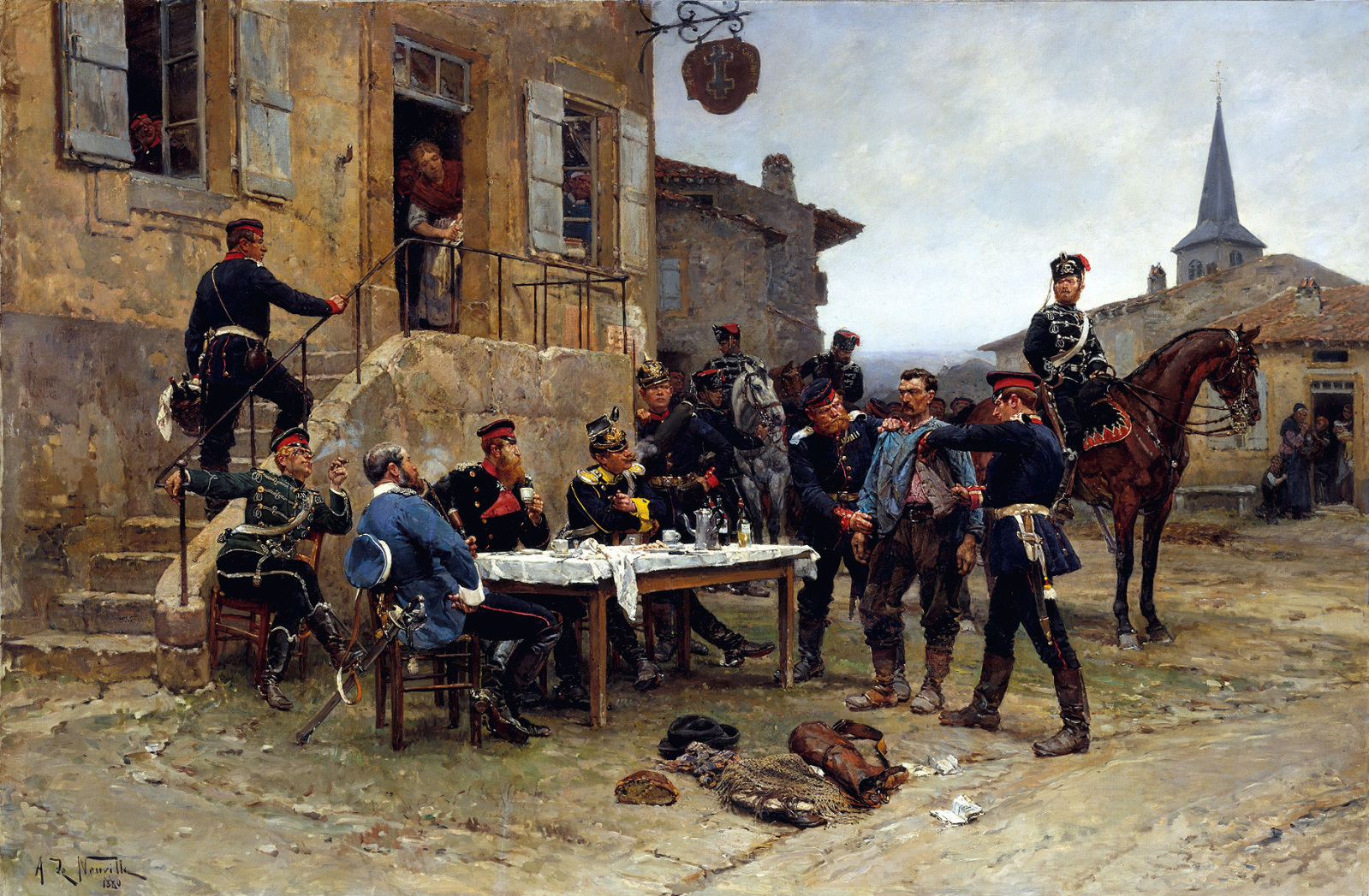
Альфонс де Невиль. «Шпион» (1880)

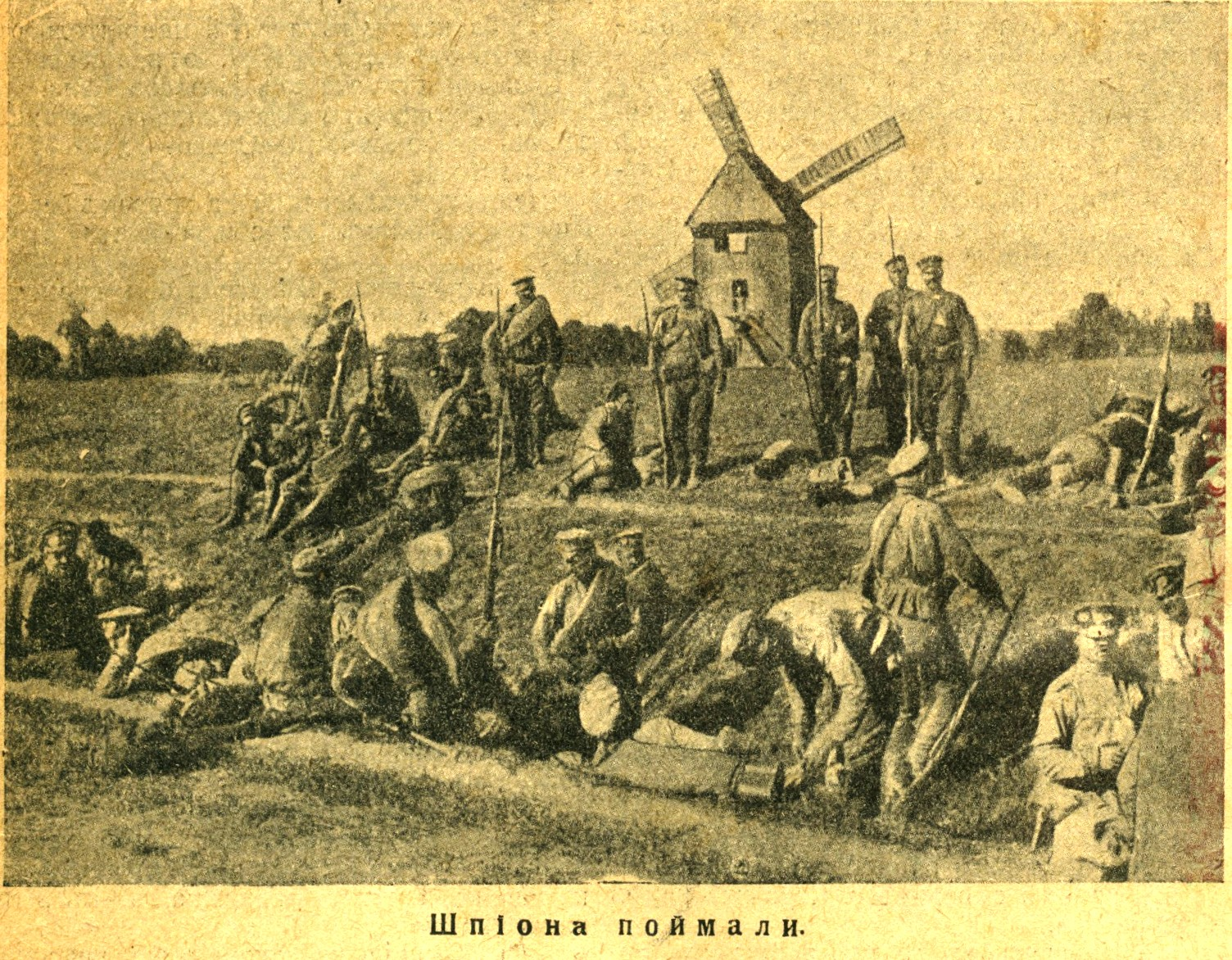
Поимка немецкого шпиона. Восточный фронт Первой мировой войны, 1915 г.

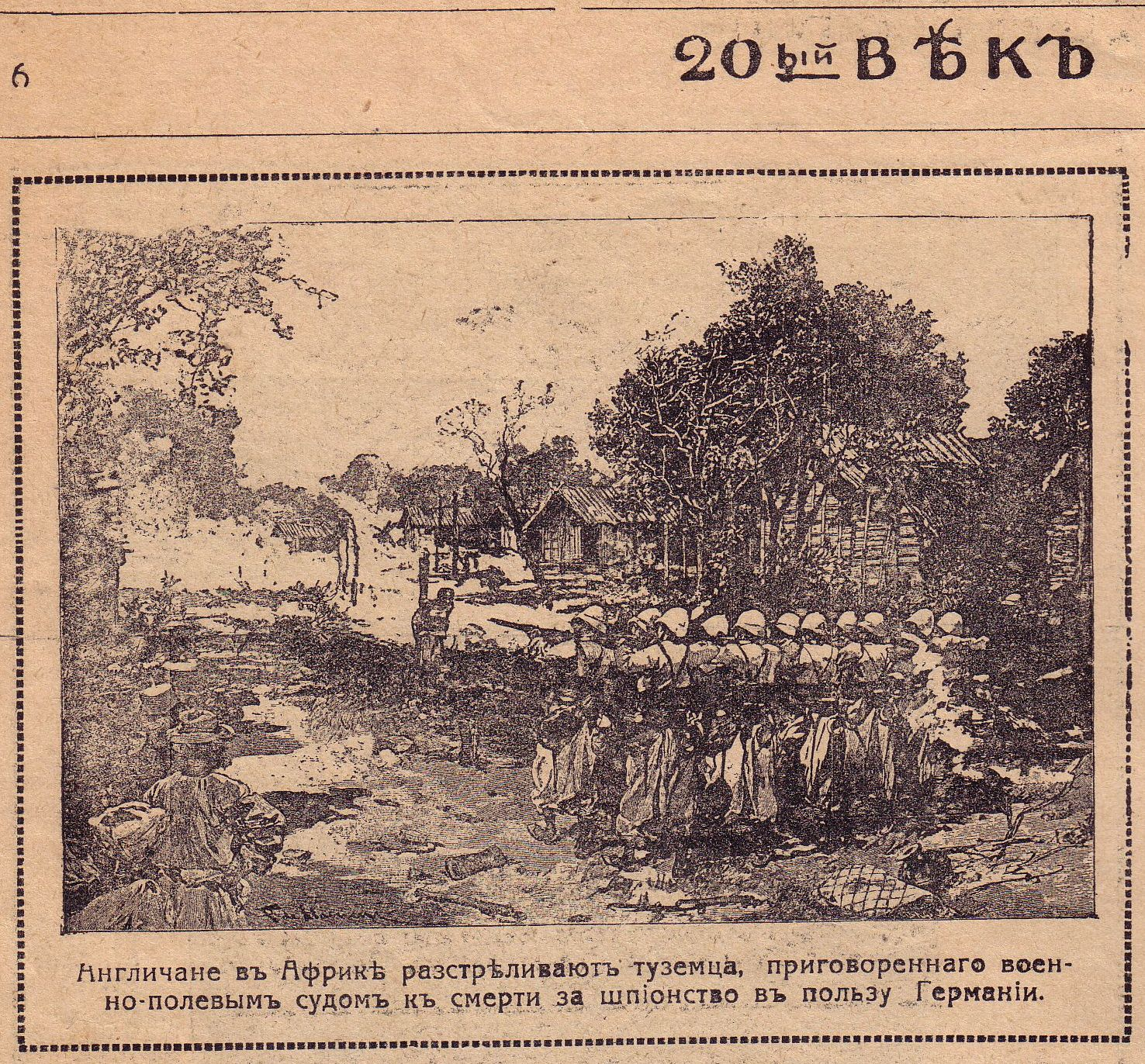
Расстрел британцами туземца за шпионаж в пользу Германии, Африканский театр военных действий Первой мировой войны, 1916 г.

Шпиона́ж или шпио́нство — противозаконная разведывательная деятельность органов (их агентов) иностранных государств, что, как правило, предполагает похищение официально засекреченной информации (государственной тайны) спецслужбами других государств.  
Шпион — человек, который занимается скрытым сбором информации об одной из конфликтующих сторон в пользу другой стороны. Близко по значению к слову «разведчик», но отличается от него некоторыми особенностями употребления и общей негативной коннотацией.  
Шпионом обычно называют того, кто добывает информацию о противнике либо различными тайными способами (подсматривание, подслушивание, в том числе с использованием специальных технических средств), либо путём внедрения на стороне противника, то есть представления себя как его сторонника, либо сочетанием обоих этих путей. Шпионом может называться как штатный работник иностранной разведки, так и гражданин государства, завербованный иностранной разведкой и передающий ей секретные сведения, известные ему благодаря работе, службе или личным связям.
Другими словами; шпион — пойманный, судимый, осуждённый разведчик, осведомитель чужой разведки.  

  
ШПИОН м. -нка ж. франц. соглядатай, лазутчик, скрытный разведчик и переносчик, южн. зап. шпег, польск. Шпионить, -нничать, -нствовать, соглядать, лазутничать, лазутить; подсматривать, подслушивать, выведывать, что у одной стороны, и передавать противной; служить лазутчиком. У него все шпионские приёмы. Шпионство, в военное время, считается дозволенным.  
— Владимир Иванович Даль. Толковый словарь живого великорусского языка
В русском языке слово «шпион» имеет негативную коннотацию, связывающую его с поведением (подслушивание, подсматривание, вхождение в доверие и злоупотребление им, коварство, обман) осуждаемой общепринятой в обществе этикой. Глагол «шпионить», помимо базового значения — «заниматься разведывательной работой», имеет ещё одно: «наблюдать, подсматривать с плохими намерениями». Вследствие этого агентов внешней разведки собственной страны, добывающих теми же способами информацию в других государствах, принято называть не шпионами, а «разведчиками».

## Другие сходные понятия
Обычно слово «шпион» употребляется в тех случаях, когда речь идёт о передаче сведений другому государству. В случае, когда те же действия совершаются с целью передачи собранной информации властям собственной страны (например, сообщение властям о противозаконной деятельности знакомых), употребляются другие, сходные по значению, термины: «осведомитель», «информатор», «агент». В официальных документах силовых ведомств, помимо терминов «информатор» и «агент», может использоваться нейтральное «секретный сотрудник», сокращённо «сексот» или просто «сотрудник». Агент, являющийся непосредственным отправным пунктом той или иной информации, в официальных документах может именоваться «источником».  
Разница между осведомителями и шпионами не всегда очевидна. Законность существующих структур власти не всегда общепризнанна, особенно в условиях продолжительных войн, ослабления государственной власти, часто меняющихся границ, неуверенности населения в завтрашнем дне и так далее. Так, например, в Ирландии информаторы использовались британским правительством в борьбе с Ирландской республиканской армией, имеющей конечной целью достижение государственной самостоятельности Ирландии. В подобных случаях такой информатор может считаться «разведчиком», «осведомителем» или «шпионом» в зависимости от политических убеждений конкретного лица.  
Наряду с понятием шпионажа как преступления против государства существует понятие промышленный шпионаж, объектом которого могут быть как отечественные, так и зарубежные коммерческие организации.  

## Статус шпиона и разведчика в международном праве
На Брюссельской конференции 1874 года предлагалось подвергать неприятельских шпионов смертной казни без суда, но предложение это принято не было. На той же конференции были установлены признаки шпионажа: собирание сведений о враждебной армии и скрытность действий.  
В соответствии с нормами международного гуманитарного права, любое лицо из состава вооружённых сил стороны, находящейся в конфликте, попадающее во власть противной стороны в то время, когда оно занимается шпионажем, не имеет права на статус военнопленного, и с ним могут обращаться как со шпионом, то есть его могут подвергнуть уголовному преследованию.  
Лицо из состава вооружённых сил стороны, находящейся в конфликте, которое не проживает на территории, оккупированной противной стороной, и которое занимается шпионажем на этой территории, не утрачивает своё право на статус военнопленного, и с ним не могут обращаться, как со шпионом, за исключением тех случаев, когда оно захвачено до того, как оно вновь присоединилось к вооружённым силам, к которым оно принадлежит.  
В отличие от шпиона, разведчик, то есть лицо из состава вооружённых сил стороны, находящейся в конфликте, которое от имени этой стороны собирает или пытается собирать информацию на территории, контролируемой противной стороной, не считается лицом, занимающимся шпионажем, если, действуя таким образом, он носит форменную одежду своих вооружённых сил. Таким образом, в случае пленения, разведчик имеет право на статус военнопленного.  
Строго говоря, разведчиками могут считаться только войсковые разведчики, носящие форменную одежду своих вооружённых сил с соответствующими знаками различия и предусмотренной правилами ношения военной формы одежды иной официальной символикой. Все провалившиеся агентурные разведчики, чья работа на иностранную разведывательную структуру была доказана в судебном порядке по месту своего выявления и осужденные по статье уголовного законодательства «шпионаж» (исключительно в такой формулировке), юридически являются шпионами. Лица, осуществлявшие разведывательные мероприятия гласно и с соблюдением требований законодательства в странах пребывания (атташе дипломатических учреждений, сотрудники торговых организаций и некоторые другие категории загранработников), юридически не являются шпионами, только если с их стороны не предпринималось попыток осуществления каких-либо негласных мероприятий, выходящих за рамки международного протокола и местного законодательства (см. напр. «Амторг»), тем не менее, они могут именоваться «шпионами» в «жёлтой прессе», авторитетные печатные издания и СМИ не позволяют себе таких формулировок, поскольку могут быть привлечены к суду по искам о защите чести и деловой репутации, возмещения морального ущерба, нанесённого клеветническими заявлениями.  

## Юридическая квалификация шпионажа

### В Российской империи
В Российской империи Уложение о наказаниях издания 1885 года предусматривало лишь ответственность за сообщение невраждебным державам планов крепостей, гаваней, портов, арсеналов и опубликование их без дозволения правительства.  
Закон 1892 года, вошедший в существенных частях в уголовное уложение 1903 года, содержал более широкое определение шпионажа. Наказание было повышено со ссылки на поселение до каторжных работ.  
В отношении военнослужащих 11 (24) февраля 1903 года императором был утверждён особый закон , установивший усиленную ответственность за все случаи шпионажа в мирное время и, в частности, назначивший смертную казнь за сообщение правительству или агенту иностранной державы или опубликование вверенных по службе или полученных по служебному положению плана, рисунка или сведения, если виновный не мог не видеть, что деяние его «должно было или могло иметь особо вредные для внешней безопасности России последствия».  

### В СССР
В СССР шпионаж предусматривался статьёй 65 УК РСФСР 1960 года. Он трактовался как передача, а равно похищение или собирание с целью передачи иностранному государству, иностранной организации или их агентуре сведений, составляющих государственную или военную тайну, а также передача или собирание по заданию иностранной разведки иных сведений для использования их в ущерб интересам СССР. Субъект преступления был специальным — им мог быть только иностранный гражданин или лицо без гражданства. Шпионаж, совершенный гражданином СССР, считался одной из форм измены Родине и подпадал под действие соответствующей статьи УК. Так как субъектом шпионажа мог быть только иностранец или лицо без гражданства, то санкция была мягче, чем за измену Родине — минимальный срок составлял семь лет лишения свободы, максимальным наказанием было лишение свободы на срок 15 лет или смертная казнь. Предусматривались дополнительные виды наказания — ссылка на срок от 2 до 5 лет, которая могла и не назначаться, а также конфискация имущества, назначение которой было обязательным. Преступление относилось к числу особо опасных государственных преступлений, что определяло правовой статус осужденного. Так, осужденным к лишению свободы изначально назначался строгий режим отбывания наказания, а тем, кому лишением свободы заменялась смертная казнь — особый, даже если лицо на момент осуждения вообще не имело судимости. Осужденные не имели права на условно-досрочное освобождение, а после освобождения подлежали немедленному выдворению за пределы СССР без права повторного въезда на территорию страны.  

### В Российской Федерации
По уголовному законодательству России различаются два вида шпионажа:  
1. как самостоятельное преступление (ст. 276 УК РФ); и
2. как одна из форм государственной измены (ст. 275 УК РФ).

Субъектами шпионажа как самостоятельного преступления могут быть только иностранные граждане и лица без гражданства. Соответственно, граждане РФ за шпионские действия несут ответственность по ст. 275 УК РФ «Государственная измена».  
Определение шпионажа содержится в ст. 276 УК РФ:  

Передача, собирание, похищение или хранение в целях передачи иностранному государству, международной либо иностранной организации или их представителям сведений, составляющих государственную тайну, а также передача или собирание по заданию иностранной разведки или лица, действующего в её интересах, иных сведений для использования их против безопасности Российской Федерации, если эти деяния совершены иностранным гражданином или лицом без гражданства…
В российской науке и практике считается, что данное определение распространяется (за исключением указания на субъектов) и на шпионаж как форму государственной измены.  
Таким образом, по российскому законодательству предметом шпионажа могут быть не только сведения, составляющие государственную тайну, но и любая информация из открытых источников (газет, журналов), если такая информация собирается по заданию иностранной разведки и может быть использована в ущерб внешней безопасности России. Разумеется, виновный должен осознавать два последних обстоятельства в момент совершения деяния, иначе в его действиях не будет состава преступления.  
Шпионаж, совершённый гражданином РФ, наказывается лишением свободы на срок от двенадцати до двадцати лет со штрафом в размере до пятисот тысяч рублей или в размере заработной платы или иного дохода осуждённого за период до трёх лет либо без такового. Шпионаж, совершённый иностранцем или лицом без гражданства, по УК РФ влечёт наказание в виде лишения свободы на срок от десяти до двадцати лет.  

## Промышленный шпионаж
В промышленном шпионаже в отличие от политического (военного) ведётся сбор сведений с целью получения преимуществ в экономической деятельности. В основном эти сведения относятся к коммерческой или служебной тайне, однако в зависимости от характера деятельности предприятия могут относиться и к другим видам тайны. Промышленным шпионажем могут заниматься как частные, так и государственные органы, при этом для квалификации как шпионаж их действия должны быть незаконными, иначе следует говорить о конкурентной разведке.  

## Секс-шпионаж
Секс-шпионаж (также: «секс-мероприятие», «медовая ловушка») — использование лица, с вступлением в половую связь, для вербовки интересующего разведывательные органы человека.  
В общем, «медовая ловушка» — метод, используемый в шпионской практике, подразумевающий разработку объекта посредством «подсадной утки», провоцирующей объект на романтические и/или сексуальные контакты. Далее объект используют «в слепую» или следует «разоблачение» и шантаж оглаской супружеской неверности или «непристойного поведения».  
Подобными шпионскими секс-играми занимались все разведки мира, и такие операции, как правило, остаются засекреченными. Однако некоторые из них всё-таки предаются огласке, и в результате действующие лица «исторических порнотриллеров» становятся настоящими легендами.  
В Штази существовал специальный отдел  по подготовке подобных агентов.  

## В произведениях искусства
Произведения искусства, как правило, чётко различают понятия «шпион» и «разведчик». Примечательно, что такое разделение — «наши — разведчики, чужие — шпионы», — было характерно в годы холодной войны для произведений как западных, так и советских (просоветских) авторов, причём для описания обеих сторон использовались практически одни и те же приёмы, художественные штампы, типажи, а разница состояла только в том, какая сторона априори считалась правой.  
«Шпион» — это всегда агент врага. Он изображается как двуличный, беспринципный, жестокий (иногда просто садист), работающий исключительно из-за материальных благ либо из фанатизма.  
«Разведчик» — это свой работник разведки. Как правило, — положительный и симпатичный персонаж, отличающийся выдающимся умом, ловкостью, хитроумием и разнообразными умениями. Примеры — всем в СССР известный Штирлиц, или, в западной культуре, Джеймс Бонд. Оба представлены как безусловно привлекательные (хотя и по-разному) персонажи, оба полагались на других агентов и собственную сноровку и умения для выполнения полученных заданий.  

### В литературе
Романы Юлиана Семёнова о вымышленном полковнике государственной безопасности Виталии Славине:  
- «ТАСС уполномочен заявить…» (1979)
- «Межконтинентальный узел» (1986)

Произведения Джона Ле Карре, в том числе серия романов о Джордже Смайли. 
  
Произведения Богомила Райнова, в том числе его романы про Эмиля Боева.  

### В кино
«Шпионские фильмы» — это особый жанр кинематографа, основы которого заложил Альфред Хичкок. Англичане стали первыми снимать подобные фильмы, а также были первыми, кто начал создавать пародии на фильмы о шпионах. Наибольшую популярность данный жанр приобрёл в период «Холодной войны» (50—60-е годы XX века) во время расцвета ядерного шпионажа. Первым шпионским фильмом считается британская лента 1914 года «Немецкий шпион угрожает».  